# Capillaria aerophila
Capillaria aerophila là một loài ký sinh trùng nematoda được tìm thấy trong phế quản của cáo chó,, và nhiều động vật có vú ăn thịt khác. Một vài trường hợp nhiễm ở người cũng đã được ghi nhận. Mặc dù đôi khi được gọi là "giun phổi", thuật ngữ này thường đề cập đến loài khác. Bệnh bị nhiễm C. aerophila được gọi là "bệnh giun capillaria", "capillariasis phế quản ", hoặc (hiếm khi)" huyết khối. "Ký sinh trùng này có vòng đời sống trực tiếp, có nghĩa là chu kỳ cuộc sống có thể được hoàn thành trong vật chủ duy nhất. C. aerophila thường chỉ gây ra các triệu chứng lâm nhỏ, chẳng hạn như kích ứng đường hô hấp và ho. Tuy nhiên, nhiễm khuẩn thứ phát của đường hô hấp, bao gồm viêm phổi, có thể phát triển trong nhiễm nặng. Điều trị bằng anthelmintic, như levamisole hoặc fenbendazole, thường là đủ để chữa trị nhiễm C. aerophila.